# Поливинилхлорид
Поливинилхлоридът (съкр. PVC), наименование по IUPAC полихлороетен, е полимер на винилхлоридa, с обща формула (C2H3Cl)n. Това е третият най-произвеждан вид пластмаса в света след полиетилена и полипропилена. Около 40 милиона тона се произвеждат годишно. PVC има две основни форми: твърд и гъвкав.
Полимеризацията се провежда във водни разтвори, съдържащи емулгиращи агенти или стабилизатори на суспензията. Все повече се използва и масова полимеризация. Поливинилхлоридът се смесва с различни пластификатори, стабилизатори, пълнители, пигменти и други.
Използва се за направата на твърди материали (конструкции, тръби), за меки изделия (подови настилки, изкуствена кожа), както и за електроизолационни изделия. Има добра разтворимост в органични разтворители, употребява се и за получаването на някои лакове.
От поливинилхлорид се правят и грамофонните плочи. В този контекст, под винил в някои езици обикновено се разбира грамофонна плоча.
Основен проблем, свързан с използването на PVC, е сложността на неговото рециклиране. При пълно изгаряне на отпадъци от PVC (при много висока температура) се образуват само най-прости съединения: вода, въглероден диоксид, хлороводород. При непълно изгаряне на PVC обаче се образуват въглероден оксид и различни токсични хлорорганични съединения (хлороводород, фосген, диоксини).

## Откриване
Поливинилхлоридът е синтезиран по случайност през 1872 г. от немския химик Ойген Бауман. Той получава полимера като бяло твърдо вещество в колба с винилхлорид, която оставя изложена на слънчева светлина. В началото на 20 век химиците Иван Остромисленски и Фриц Клате от компанията Грисхайм-Електрон се опитват да използват PVC в комерсиални продукти, но трудности при преработването на твърдия и понякога чуплив полимер осуетяват усилията им. През 1926 г. Уалдо Семон от компанията Гуудрич разработва метод за пластифициране на PVC, като го смесва с различни добавки. Резултатът е по-гъвкав и по-лесно обработваем материал, който скоро започва да се радва на широка комерсиална употреба.

## Производство
Поливинилхлоридът (PVC) се произвежда чрез полимеризация на винилхлориден мономер (VCM):
Около 80% от производствения процес включва суспензионна полимеризация. Емулсионната полимеризация представлява около 12%, а масовата полимеризация – 8%. Суспензионната полимеризация води до получаване на частици със среден размер от 100 – 180 μm, докато емулсионната полимеризация произвежда далеч по-малки частици от средния размер – 0,2 μm. Винилхлориден мономер се добавя в реактора, заедно с вещество, което да започне реакцията и други добавки. Съдържанието на реакционния съд се подлага на високо налягане и постоянно се разбърква, за да се поддържа суспензията и да се осигури еднороден размер на частиците на поливинилхлорида. Реакцията е екзотермична и, следователно, се нуждае от охлаждане. Докато обемът се смалява по време на реакцията (PVC е по-плътен от VCM), непрестанно се добавя вода към сместа, за да се поддържа суспензията.
Полимеризацията на VCM се започва чрез съединения, наречени инициатори, които се сместват с капките. Тези съединения се разпадат, след което започва верижна радикална полимеризация. Обичайните инициатори включват диоктаниол пероксид и дицетил пероксидикарбонат, като и двата имат крехки O-O връзки. Някои инициатори започват реакцията бързо, но се разпадат също бързо, а други инциатори имат обратния ефект. Често се използва комбинация от два различни инициатора, за да се постигне еднородна скорост на полимеризацията. След като полимерът е нараснал около 10 пъти, късият полимер се утаява в капките VCM и полимеризацията продължава с утаените, подути от разтворителя частици.
Веднъж щом реакцията приключи, получената PVC суспензия се дегазира и от нея се премахва остатъчния VCM, който се рециклира. След това полимерът преминава през центрофуга, за да се отдели водата. Суспензията се изсушава допълнително в корито с горещ въздух, а полученият прах се пресява преди съхранение. Обикновено, полученият PVC има съдържание на VCM под 1 ppm. Другите производствени процеси, като микросуспензионната полимеризация и емулсионната полимеризация дават PVC с още по-малки частици и с малко по-различни свойства и приложения.
PVC може да се произвежда и от суров лигроин или етилен.
При производството на PVC се образуват и редица токсични вещества.

### Микроструктура
Полимерите са линейни и здрави. Мономерите са главно подредени от глава до опашка, което ще рече, че има хлориди при редуващите се въглеродни центрове. PVC има основно атактична стереохимия, което означава, че относителната стереохимия на хлоридните центрове е произволна. Малка степен синдиотактичност на веригата придава няколко процента кристалност, която влияе на свойствата на материала. Около 57% от масата на PVC е хлор. Наличието на хлоридните групи придава на полимера много различни свойства от структурно подобния полиетилен.

### Производители
Около половината от световните мощности за производство на PVC се намират в Китай, но много китайски PVC заводи вече са затворени, поради проблеми със спазването на екологичните разпоредби. Японската компания Shin-Etsu Chemical е най-големият индивидуален производител на PVC, като към 2008 г. тя произвежда около 30% от световния дял.

## Свойства
PVC е термопластичен полимер. Свойствата му обикновено се категоризират според това дали е твърд или гъвкав.
| Свойство                                                 | Твърд PVC   | Гъвкав PVC      |
| -------------------------------------------------------- | ----------- | --------------- |
| Плътност [g/cm3]                                         | 1,3 – 1,45  | 1,1 – 1,35      |
| Топлопроводимост [W/(m·K)]                               | 0,14 – 0,28 | 0,14 – 0,17     |
| Провлачване                                              | 31 – 60 MPa | 10,0 – 24,8 MPa |
| Модул на Йънг                                            | 3,4 GPa     |                 |
| Якост на огъване                                         | 72 MPa      |                 |
| Якост на натиск                                          | 66 MPa      |                 |
| Коефициент на топлинно разширение (линейно) [mm/(mm °C)] | 5×10−5      |                 |
| Точка на омекване на Викат [°C]                          | 65 – 100    |                 |
| Специфична електропроводимост [Ω m]                      | 1016        | 1012–1015       |

### Механични
PVC има висока якост. Механичните му свойства се подобряват с увеличаване на молекулното тегло, но се влошават с покачване на температурата. Механичните свойства на твърдия PVC са много добри, като модулът му на еластичност може да достигне 1500 – 3000 MPa. Гъвкавият PVC има еластична граница от 1,5 – 15 MPa.

### Термални
Термалната стабилност на суровия PVC е много слаба, така че е нужно добавянето на термален стабилизатор, за да се осигурят добри свойства на продукта. Традиционният PVC има максимална работна температура от 60 °C, когато започва да настъпва изкривяване, вследствие на топлината. Температурата на топене варира от 100 до 260 °C, в зависимост от добавените вещества в производствения процес. Коефициентът на линейно разширяване на твърдия PVC е малък и е устойчив към пламъци. Бидейки термопласт, PVC притежава изолация, която спомага за намаляване на образуването на кондензация, и устойчивост към вътрешни температурни изменения.

### Електрически
PVC е полимер с добри електроизолационни качества, но поради силно полярната си природа, изолационните му качества са по-слаби от тези на неполярни полимери като полиетилен и полипропилен. Тъй като диелектричната му константа и обемното му съпротивление са високи, коронната му устойчивост не е много добра и като цяло е подходящ за изолационни материали с ниско до средно напрежение и ниска честота.

### Химически
PVC е химически устойчив към киселини, соли, основи, мазнини и алкохоли, което го прави издръжлив на корозивното въздействие на каналните води. Затова той намира широко приложение в канализационните тръбни системи. Също така в твърдата си форма той е устойчив към някои разтворители. Например, PVC е устойчив към горива и някои разредители на бои. Някои разтворители могат само да го издуят или да го деформират, но не и да го разтворят. Някои, като тетрахидрофуран и ацетон, могат да го повредят.

## Приложения
Грубо половината от световното ежегодно производство на поливинилхлорид се употребява за изготвянето на тръби с общински и промишлени приложения. PVC тръбите могат да се съединяват чрез еластомерни уплътнения, чрез цимент или топлинно, като така се създават трайни свръзки, които на практика са непромокаеми.
Друго широко приложение на PVC е за електроизолация на проводници. За тази цел той трябва да е пластичен. При пожар, проводниците, покрити с PVC, могат да образуват дим от хлороводород. Хлорът служи за събиране на свободните радикали и е източникът на огнеупорността на материала. И докато хлороводородът може също да представлява опасност за здравето на хората, той се разтваря във влагата и се отлага върху повърхности, особено в райони, където въздухът е достатъчно хладен за дишане.
PVC е често срещана здрава, но лека пластмаса, която се използва в строителството. Може да се направи по-мека и по-гъвкава чрез добавянето на пластификатори. Използва се широко в строителната промишленост като материал с малка поддръжка, особено в Ирландия, Великобритания, САЩ и Канада. Материалът може да има широка гама от цветове и облицовки и се използва често за стъклопакети, както в нови сгради, така и за заместване на стари прозорци, тъй като не гние и е устойчив към метеорологичните условия. В днешно време PVC почти напълно е заместил употребата на чугун за тръбни инсталации и дренаж, тъй като е химически устойчив и не се оксидира от водата.
Облеклото от PVC е водонепроницаемо и включва палта, ски оборудване, обувки, якета, престилки и спортни чанти. PVC облеклото е често срещано в готическата субкултура, пънка и алтернативната мода, както и при някои сексуални фетиши към дрехи. PVC е по-евтин от каучук, кожа и латекс.
В медицината PVC се използва за еднократни съдове за съхранение и тръби: съдове за даване на кръв или урина, катетри, сърдечно-белодробни байпас приспособления, комплекти за хемодиализа и други. В Европа употребата на PVC за медицински устройства е около 85 000 тона годишно. Почти една трета от пластмасовите устройства в медицината се правят от PVC.
Подовите настилки от PVC са относително евтини и се използват в различни сгради: жилища, болници, офиси и училища. PVC може да бъде и екструдиран под налягане за обвиване на телени въжета и кабели, използвани в приложения за общо предназначение. Телените въжета с PVC покритие са по-лесни за боравене, устояват на корозия и абразия и могат да се оцветяват.

## Разграждане
Разграждането по време на експлоатационния живот или след невнимателно изхвърляне е химическа промяна, която драстично намалява средното молекулно тегло на поливинилхлорида. Тъй като механичната цялост на пластмасата зависи от високото ѝ средно молекулно тегло, износването и пропускането безвъзвратно отслабва материала. Ерозирането на пластмасата кара повърхността ѝ да стане по-крехка и по нея да започват да се появяват микропукнатини, от които се откъсват микрочастици, попадащи в околната среда. Познати като микропластмаси, тези частици играят ролята на гъби, попиващи устойчивите органични замърсители около тях. Така натоварени с тези замърсители, микрочастиците често се поглъщат от организмите в биосферата.
Гъбите Aspergillus fumigatus, Aspergillus niger и Aspergillus sydowii ефективно разграждат гъвкав PVC. Гъбеният род Phanerochaete вирее успешно върху PVC в агар-агар с минерални соли.
При рециклирането на PVC той се раздробява на по-малки парчета, примесите се премахват, а продуктът се пречиства, за да се добие чист бял поливинилхлорид. Той може да бъде рециклиран около седем пъти и има експлоатационен период от около 140 години.